# 鹿児島県立高山高等学校
鹿児島県立高山高等学校（かごしまけんりつ こうやまこうとうがっこう, Kagoshima Prefectural Koyama High School）は、鹿児島県肝属郡肝付町前田に所在した公立高等学校。
鹿児島県立楠隼中学校・高等学校の新設により、2014年（平成26年）度から生徒募集を停止し、2016年（平成28年）3月31日に閉校した。。

## 概要
設置課程・学科
全日制課程 普通科
校訓
「自主・向学・根性」
校章
肝付氏の居城である舞鶴城にちなみ、羽を広げた鶴の絵と「高」の文字を組み合わせたものとなっている。
校歌
作詞は峯岸義秋（東北大学教授）、作曲は下総皖一（東京芸術大学教授）による。歌詞は3番まであり、1番に「高山」が登場する。
制服
男女ともに冬服は紺色のブレザー。胸ポケットに校章が刺繍されている。男子はえんじ色のネクタイと灰色のズボン、女子は赤リボンと灰色のスカートとなっている。また夏服は男子が開襟シャツ、女子はセーラーシャツに赤リボンを着用する。ズボンおよびスカートの色は冬服と同じ。
同窓会
校章にちなみ「まいづる会」と称している。関東と関西に支部を置いている。

## 沿革
- 1895年（明治28年） - 「高山村立女子実業補習学校」が創立。
- 1921年（大正10年） - 「肝付郡立肝付高等女学校」が開校。
- 1923年（大正12年） - 鹿児島県に移管され、「鹿児島県立高山高等女学校」と改称。
- 1948年（昭和23年）4月1日 - 学制改革により、新制高等学校「鹿児島県高山高等学校」が発足。
- 1956年（昭和31年）4月1日 - 「鹿児島県立高山高等学校」（現校名）に改称（県の後に「立」が加えられる）。
- 1965年（昭和40年） - 1,104人の生徒が在籍した。
- 1981年（昭和56年） - 現在地に移転。
- 2011年（平成23年）4月 - 曽於学区と合併され、大隅学区となる。
- 2014年（平成26年）4月 - 生徒募集を停止。[1]。
- 2016年（平成28年）3月31日 - 閉校し、120年の歴史に幕がおろされた。最後の卒業生は31人で，卒業生の総数は14,195人[1]。

## 著名な出身者
- 哀川翔 - 俳優
- 早乙女愛 - 俳優
- 中村智子 - ソプラノ歌手、沖縄県立芸術大学教授、鹿児島国際大学客員教授[2]